# Pseudotegenaria animata
Pseudotegenaria animata là một loài nhện trong họ Agelenidae.
Loài này thuộc chi Pseudotegenaria. Pseudotegenaria animata được Josef Kratochvíl & František Miller miêu tả năm 1940.